# Victoria Anthony
Victoria Lacey Anthony (24 czerwca 1991) – amerykańska zapaśniczka. Zajęła piąte miejsce w mistrzostwach świata w 2013 i 2015. Złota medalistka mistrzostw panamerykańskich w 2014, 2017 i 2020. Czwarta w Pucharze Świata w 2015, 2017 i 2018, a szósta w 2014. Siódma na Uniwersjadzie w 2013. Mistrzyni świata juniorów w 2009 i 2010 roku. Zawodniczka Simon Fraser University.